# William Hill
William Hill plc az egyik legnagyobb bukméker az Egyesült Királyságban. Szerepel a Londoni Tőzsdén, és tagja az FTSE 250 Indexnek. 2013. augusztus 2-ától a lista szerinti piaci tőkésítési értéke 4,07 milliárd font.

## Történet
A céget William Hill alapította 1934-ben, amikor a szerencsejáték még illegális volt Nagy-Britanniában. Sok tulajdonosváltás következett, mert 1971-ben a Sears Holding, 1988-ban a Grand Metropolitan, végül 1989-ben a Brent Walker vásárolta meg.
1996 szeptemberében a Brent Walker 117 millió font kárpótlást kapott a William Hillért fizetett 685 millióból, mert kiderült, hogy a Grand Metropolitan az eladáskor túlzott értéket közölt a cég profitjáról.
A Nomura japán befektetési bank 1997-ben tőkeáttételes kivásárlást hajtott végre a William Hillen 700 millió font értékben, amikor a Brent Walker 1,3 milliárdos adóssága miatt összeomlott. A Súlyos Csalásokkal Foglalkozó Hivatal vizsgálata eredményeként két igazgatót is börtönbe zártak.
1999 februárjában a tervezett tőzsdei megjelenés „érdeklődés hiányában” elmaradt, és ehelyett a Nomura eladta a céget a Cinven és a CVC Capital Partners magántőke befektetési vállalatnak 825 millió fontért.
A céget végül 2002-ben mégis bevezették a londoni tőzsdére. A következő évben David Harding vezérigazgató 2,84 milliós bónuszt kapott, és így 2003-ban az Egyesült Királyság ötödik legjobban fizetett vállalatigazgatója lett.
2002-ben megvásárolták a Sunderland Greyhound Stadiumot, majd 2003-ban a Newcastle Greyhound Stadiumot.
2004 júniusában David Harding vezérigazgató 5,2 millió font értékű részvényt adott el, hogy a válását finanszírozza, aminek következtében a vállalat részvényei hirtelen zuhanni kezdtek, és 75 millió fonttal esett a cég értéke.
2005-ben a William Hill megvásárolt 624 fogadóirodát az Egyesült Királyságban, az Ír Köztársaságban, valamint Man és Jersey szigetén a Stanley Leisure-től 504 millió font értékben – ez a vétel egy rövid ideig az első helyre juttatta az Egyesült Királyság fogadási piacán, megelőzve a Ladbrokest irodák tekintetében, de nem bevétel tekintetében. A Tisztességes Kereskedelem Hivatala elrendelte, hogy a William Hill adjon el 78-at a 624 Stanley bolt közül, mivel féltek a versenyellenes gyakorlatoktól.
Tartva attól, hogy a William Hill túlfizette a Stanley boltokat, a céget kivették az FTSE 100 Indexből 2005 decemberében.
2008-ban Ralph Toppingot nevezték ki vezérigazgatónak. Topping, miután félbehagyta a Strathclyde Egyetemet, mivel saját bevallása szerint egy „semmirekellő” volt, még 1973-ban szombati munkát vállalt az egyik William Hill fogadóirodában a Glasgow-i Hampden Park közelében, és pozícióról pozícióra dolgozta fel magát a ranglétrán.
2008 novemberében a William Hill partnerségre lépett az Orbis (később OpenBet) céggel és az izraeli Playtech szoftvervállalattal, hogy gyógyírt találjon saját cége egyre romló online működésére.
A szerződés feltételeinek következtében a William Hill 144,5 millió fontot fizetett Teddy Sagiaknak, a Playtech alapítójának különböző eszközeiért és leányvállalataiért. Ebbe tartozott több online kaszinó oldal is, amit a William Hill továbbra is WHG név alatt üzemeltet. A Playtech 29 százalékos részesedést kapott az új William Hill Online szervezetből.
A cég a jelentések szerint 26 millió fontot írt le, amikor kidobták korábbi házon belüli rendszerüket. 2009 júniusában a William Hill támogatta a Playtech-et annak ellenére, hogy partnerük tőzsdei értékének a negyedét eltörölték egy nyereségfigyelmeztetés után.

## Működés

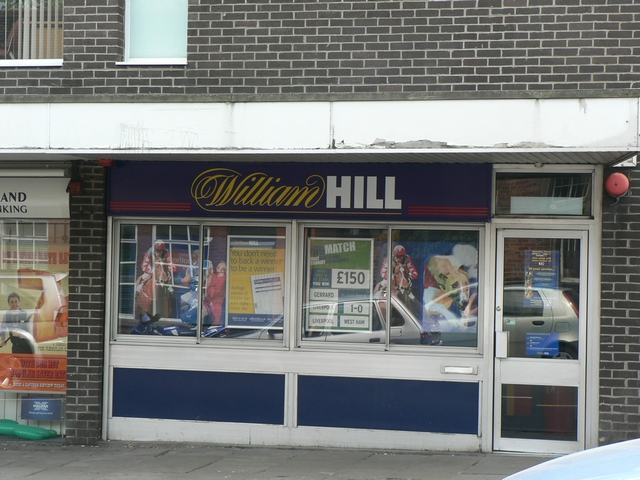
A William Hill egyik fogadóirodája a leedsi Headingley-ben.

A cég világszerte működik, körülbelül 16 600 embert foglalkoztat, fő irodái az Egyesült Királyságban, Írországban és Gibraltáron találhatók. Telefonos és internetes fogadási szolgáltatást nyújt, emellett 2300 Engedélyezett Fogadóirodával rendelkezik az Egyesült Királyság szerte. A legnagyobb vállalat az Egyesült Királyságban ezen a téren, lefedi az Egyesült Királyság és Írország piacának 25 százalékát. A Dél-Yorkshire-i Rotherhamban található telefogadó telefonos irodái a 2007-es Grand National-on 125 000 fogadást fogadtak be, a cég szerint a fogadóirodák egy átlagos nap több mint egy millió fogadócédulát dolgoznak fel.
Az online sportfogadási működésén kívül a vállalat online kaszinó játékokat, „ügyességi játékokat”, online bingót és online pókert is nyújt. A 2005-ös szerencsejáték törvény óta a nyerőgépek profitját megerősítették, más területek csökkenő bevételeit ellensúlyozandó.
A William Hill 2004-ben beindította saját kábelcsatornáját, ami két éven keresztül működött, és most házon belüli élő vizuális adást sugároz közvetlenül a fogadóirodáiba. Ezt a leedsi stúdióban forgatják, és párhuzamosan fut az irodák rádióadásával, ami egyedi élményt nyújt a lehetséges fogadóknak.
2010 augusztusában a William Hill elindította oktatóprogramját a több mint tízezres munkaállománya részére, hogy így harcoljon a kiskorúak szerencsejátéka ellen a kiskereskedelmi árusítóhelyeken.
A vállalatot kritizálta a Közösségi és az Egyesült Szakszervezet a bolti munkásokkal való bánásmódja miatt. Különösen azért, mert veszélynek vannak kitéve az alkalmazottak, amikor a vállalat arra kényszeríti őket, hogy egyedül dolgozzanak az irodákban, illetve az alkalmazottaknak a munkaórák lejárta után még további munkákat kell elvégezniük fizetés nélkül.
2008 novemberében az USB elemzői „aggodalmuknak” adtak hangot a vállalat adósságszintje miatt, ami több mint 1 milliárd fonton állt, és későbbi jelentések szerint 1,5 milliárd font volt. 2009-ben a vállalat életbe léptetett egy részvényesi opció kibocsátást és egy vállalati kötvénykibocsátást is, hogy átstrukturálja az adósságát.
2001-től 2009-ig a William Hill évi 30 000 fontot fizetett George Howarth parlamenti képviselőnek, hogy a parlamenti tanácsadója legyen. Miközben a William Hill fizette, módosításokat terjesztette elő a 2003-as költségvetéshez, szigorúbb szintű adózást javasolva a személyek közötti fogadásokra. Howarth abbahagyta szerepét a 2009-es költségtérítési botrány kirobbanásakor.

## William Hill média
A vállalat híroldala a sportfogadás oldal testvércsatornája, ahol interjúk, extrák és egyéb információk érhetők el online, sportokról, lóversenyről és sok minden másról.
A William Hill többféle interaktív média formátumot kínál irodáiban és az interneten is. A William Hill Radio egy valós idejű lóversenycsatorna, ami már több mint tíz éve létezik és élő kommentárokat, híreket, valamint előzeteseket sugároz. Különböző audió és vizuális podcastokat lehet letölteni a hírportálról és az iTunes Store-ról is. 2010 júniusában a William Hill terjeszkedésének köszönhetően a sportfogadási szektorban is újított In-Play Radio funkciójával.
A William Hill naponta sugároz adást fogadóirodáiba az Egyesült Királyság szerte, és első a játék és fogadási reklámok körében. A közvetítés élőben érkezik a leedsi iroda stúdiójából.

## Az Egyesült Királyságon kívül
2009-ben a William Hill dózás technikai célokból áttelepítette online és fix tétes játék divízióját Gibraltárra. Gibraltárban a William Hill tagja a Gibraltári Fogadási és Szerencsejáték Társaságnak. A vállalat online működésének központja korábban a Holland antilláki adóparadicsomban volt, amíg 2007-ben egy törvénymódosítás meg nem tiltotta, hogy a nem EEA központú szerencsejáték-vállalatok az Egyesült Királyságban reklámozzanak.
2009 márciusában a William Hill Írországban irodáiból 14-et bezárt, ami által 53 dolgozó veszítette el állását. 2010 februárjában bejelentették, hogy a maradék 36 ír iroda helyzete „felülvizsgálat alatt” áll annak függvényében, hogy az ellentmondásos játékgépeket bevezetik-e az ír irodákba.
A William Hill 2008-ban, mindössze két év után, kivonult Olaszországból, amely bukás a vállalatnak 1 millió fontnyi elvesztegetett befektetésbe került. A vállalat közös vállalkozása Spanyolországban 2010 januárjában ért véget, amikor a partner Codere megvette a William Hill 50 százalékos tőkerészesedését 1 euróért, miután mindkét fél „kezdeti” 10 millió eurót fektetett be 2008 áprilisában. A William Hill 2008-ban 11,6 millió fontot, míg 2009-ben 9,3 millió fontot veszített a közös vállalkozáson.
2009 szeptemberében a vállalat részt vett az első indiai online fogadási engedély licitálásán, kifejezve szándékát, hogy a távoli himalájai Sikkim körzeten keresztül lépjen be az indiai fogadási piacra.
2012 júniusában a William Hill Nevadába terjeszkedett, amely az egyetlen amerikai állam, ahol engedélyezett a teljes körű sportfogadás. Megvett három sportfogadási láncot, a Lucky’s-t, a Leroy’s-t, valamint a Club Cal Neva szatellit működését, összesen 53 millió dollárért. Az egyezség akkor a vállalatnak irányítást adott az állam sportfogadási helyeinek 55 százaléka felett, és az állami bevételek 11 százaléka felett. Mind a három lánc a William Hill névre lett átkeresztelve.

## Szponzorálás
2007-ben a William Hill azzal fenyegetőzött, hogy nem támogat tovább több versenylovat a TurfTV-ről folytatott vita miatt a versenypályákkal. A William Hill, ami a legnagyobb kritikusa volt a TurfTV-nek, később megszégyenítő visszakozásra kényszerült, és 2008 januárjában feliratkozott a csatornára.
2009 augusztusában a William Hill lett a spanyol La Ligában játszó Málaga FC mezszponzora.
A vállalat szponzorálja a William Hill Az Év Sportkönyve díjat. Ez a díj „a sportról szóló írás kiemelkedő alkotásait illeti”.

## Reklámozás
2008 májusában a Reklámszabvány-hatóság (ASA) betiltotta a William Hill egyik televíziós reklámját, mert szerintük „társadalmilag felelőtlen szerencsejátékosi viselkedésmintákat közvetített”.
2009 októberében az ASA betiltott egy posztert és egy nemzeti sajtóhirdetést, ami „100 £ INGYEN FOGADÁS”-t reklámozott. A hirdetést „félrevezető”-nek találták, és megszegte a Reklámbizottság egyik „hitelesség”-re vonatkozó törvényét.
2010 márciusában az ASA betiltott egy hirdetést, amelyben az állt: „William Hill, a legjobb árak, TÉNY”. Megszegett több Reklámbizottsági törvényt, beleértve azokat, amelyek az „igazolhatóság”-ra, a „hitelesség”-re és az „őszinteség”-re vonatkoznak.
2011 szeptemberében a William Hill készített egy TV-reklámot, amelyben a 2005-ös „A Bit Patchy” zeneszám szerepelt.
2012 decemberében az ASA betiltotta a „Legjobb árak a legjobb lovakra” és a „Legjobb árak a legjobb csapatokra” szlogeneket tartalmazó hirdetéseket. Megszegtek több Reklámbizottsági törvényt is, beleértve azokat, amelyek a „félrevezető reklámozás”-ra, az „igazolhatóság”-ra és az „összehasonlítás”-ra vonatkoznak. Az ASA betiltott egy másik hirdetést is, ami azt állította, hogy „Garantáltan a legjobb oddsok”, mert félrevezető volt.